# 江津区
江津区是中华人民共和国重庆市主城区下辖的一个市辖区，位于重庆二环西南部。旧为四川省江津地区的和重庆市辖下的江津市。位于重庆西南长江之滨上，三峡库区尾端。因地处长江要津而得名。因长江在其境内环鼎山绕了一个「几」字形的大弯，故江津老城区又名几江。江津区北靠九龙坡区、大渡口区、璧山区，东邻巴南区、綦江区，西接永川区。境内水陆交通便捷，是西南地区一重要交通枢纽和物资集散地。全区总面积3219平方公里，总人口150万。预计到2020年，形成100平方公里城区和100万城市人口。

## 历史
古为巴国属地。早在新石器时代，即有人类居住，境内有两处极具历史价值的新石器时代“先巴文化”遗址。
- 公元前314年秦置巴郡，为江州县地。
- 221年-223年设乐城县。
- 487年（南齐永明五年）江州县治从郡城（现重庆）迁至溪口（今珞璜顺江附近），自此单独设县。
  - 553年-557年西魏，置七门郡，改江州县为江阳县。
- 557年（北周孝闵帝元年），县治移至今址（几江镇）。
- 598年（隋开皇十八年）因县城地处长江之要津而定名为江津县，隶属渝州。明清时，属川东道重庆府。
- 1681年，吳世璠在江津縣筍溪河之中咀置縣。[3]
- 1949年11月28日江津被中共接管后，属川东行署壁山专区。
- 1951年更名为江津专区，县治由几江镇迁至白沙镇。
- 1956年迁回。
- 1968年改为江津地区。
- 1983年4月1日，永川地区撤销，江津县划归重庆市[4]。
- 1992年8月4日，江津县撤销，江津县级市设立[5]。
- 1997年重庆直辖后，归重庆市辖。
- 2006年10月22日，撤县级市设立为重庆市的市辖区[6]。
- 2013年重庆市委四届三次全会提出的“五大功能区域”战略中,江津区被划分为重庆城市发展新区，并明确提出“推进几江—双福片区融入都市功能拓展区”[7]
- 2020年5月9日，纳入重庆主城都市区。同时江津与长寿、璧山、南川作为同城化发展先行区[8]

## 地理
江津位于长江中上游，三峡库区尾端。地处东经105°49′—106°38′，北纬28°28′—29°28′之间，东西宽80公里，南北长100公里。地形南高北低，以丘陵兼低山地貌为主，分平阶地、丘陵地和山地，其中丘陵占78.2%，低中山占21.8%。南部四面山区系云贵高原过渡到四川盆地的梯形地带，北部华盖山等系华莹山支脉。海拔最高处四面山蜈蚣坝为1709.4米，最低处珞璜镇中坝为178.5米，相对高差为1530.9米。坝有中坝、稿子坝、几江坝、德感坝、柳林坝、苟洲坝等，坪有圣灯坪、鹤山坪、金紫坪、高家坪、登云坪、篆山坪等。
长江流经北部横贯东西，支流有綦江、塘河、津璧河、笋溪河、朱杨溪、驴子溪、清溪河、梅江河大小河流38条，可供开发水能400多万千瓦。
全区有矿产10多种，有大中型矿体8处，优质石灰石储量2亿吨，浅层天然气储量500亿立方米。

### 气候
江津气候属北半球亚热带季风气候区，全年气候温和，四季分明，雨量充沛，日照尚足，无霜期长。市区几江镇年平均气温18.4℃,冬季平均气温7.7℃,夏季平均气温28.5℃。年日照时数1273.6小时，年降雨量1030.7毫米，无霜期341天，年湿度81%，太阳总輻射量86.5千卡/平方厘米。全年水蒸发量小于降雨量，气候湿润。南部山区受地形影响，气候的垂直变化明显，海拔越高，气温越低，降水越多，冬季有雨雪天气。
| 江津(1981−2010)      | 江津(1981−2010) | 江津(1981−2010) | 江津(1981−2010) | 江津(1981−2010) | 江津(1981−2010) | 江津(1981−2010) | 江津(1981−2010) | 江津(1981−2010) | 江津(1981−2010) | 江津(1981−2010) | 江津(1981−2010) | 江津(1981−2010) | 江津(1981−2010) |
| 月份                 | 1月             | 2月             | 3月             | 4月             | 5月             | 6月             | 7月             | 8月             | 9月             | 10月            | 11月            | 12月            | 全年            |
| -------------------- | --------------- | --------------- | --------------- | --------------- | --------------- | --------------- | --------------- | --------------- | --------------- | --------------- | --------------- | --------------- | --------------- |
| 平均高温 °C（°F）    | 10.6 (51.1)     | 13.2 (55.8)     | 18.0 (64.4)     | 23.2 (73.8)     | 27.3 (81.1)     | 29.3 (84.7)     | 33.0 (91.4)     | 33.3 (91.9)     | 28.5 (83.3)     | 21.8 (71.2)     | 17.3 (63.1)     | 11.8 (53.2)     | 22.3 (72.1)     |
| 日均气温 °C（°F）    | 8.0 (46.4)      | 10.1 (50.2)     | 13.9 (57.0)     | 18.6 (65.5)     | 22.6 (72.7)     | 24.9 (76.8)     | 28.0 (82.4)     | 27.9 (82.2)     | 23.9 (75.0)     | 18.6 (65.5)     | 14.3 (57.7)     | 9.3 (48.7)      | 18.3 (65.0)     |
| 平均低温 °C（°F）    | 6.2 (43.2)      | 7.9 (46.2)      | 11.1 (52.0)     | 15.3 (59.5)     | 19.1 (66.4)     | 21.8 (71.2)     | 24.3 (75.7)     | 24.1 (75.4)     | 20.9 (69.6)     | 16.5 (61.7)     | 12.2 (54.0)     | 7.6 (45.7)      | 15.6 (60.1)     |
| 平均降水量 mm（）    | 18.7 (0.74)     | 20.3 (0.80)     | 38.3 (1.51)     | 94.1 (3.70)     | 133.6 (5.26)    | 157.8 (6.21)    | 168.8 (6.65)    | 123.3 (4.85)    | 97.8 (3.85)     | 80.4 (3.17)     | 44.6 (1.76)     | 23.2 (0.91)     | 1,000.9 (39.41) |
| 平均相對濕度（％）   | 84              | 81              | 78              | 78              | 78              | 83              | 78              | 76              | 80              | 86              | 85              | 86              | 81              |
| 来源：中国气象数据网 |                 |                 |                 |                 |                 |                 |                 |                 |                 |                 |                 |                 |                 |

## 行政区划

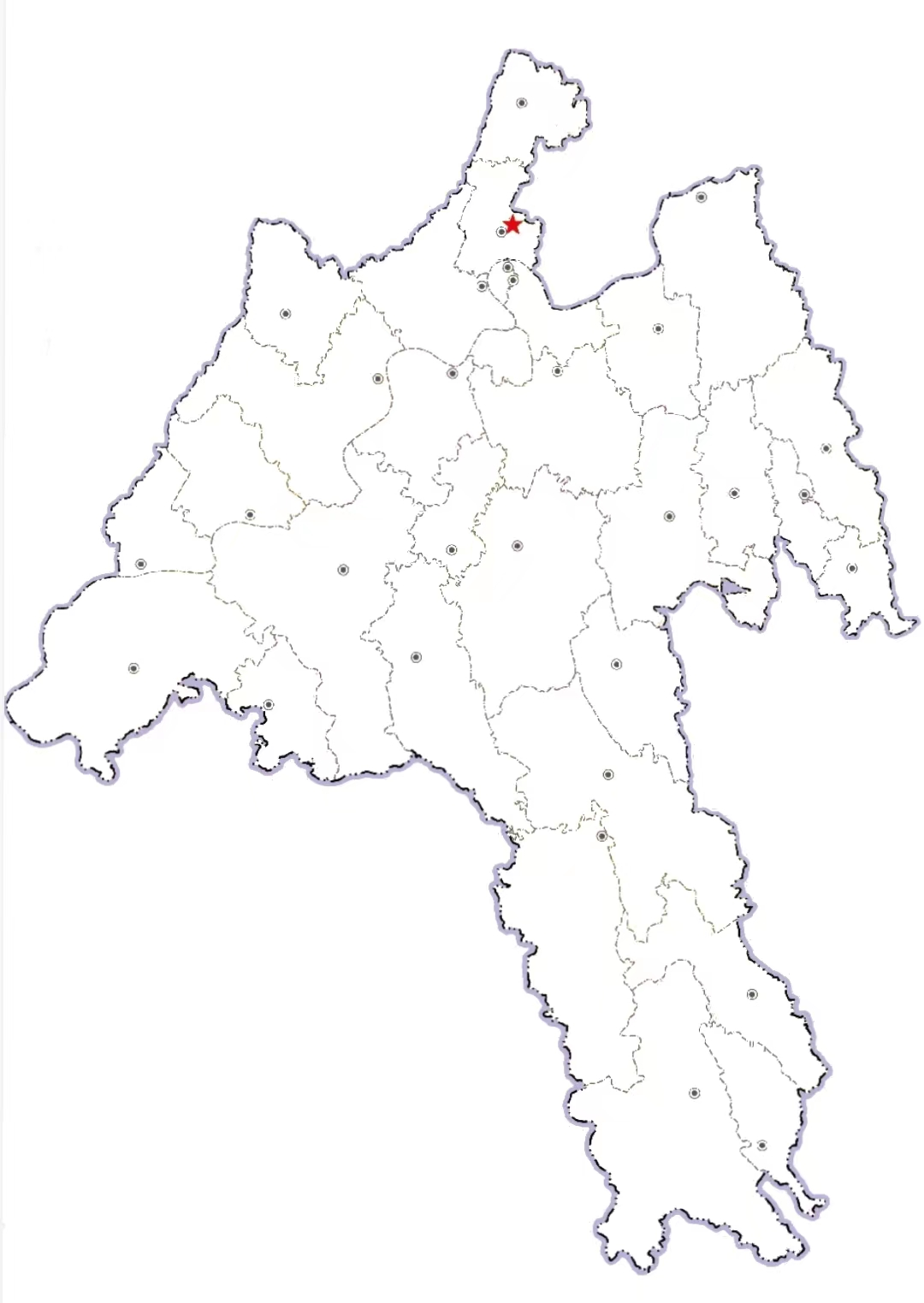
江津行政区划示意图，图中红星代表区政府驻地，圆点代表镇政府/街道办事处驻地

江津区辖5个街道、25个镇：几江街道、德感街道、双福街道、鼎山街道、圣泉街道、油溪镇、吴滩镇、石门镇、朱杨镇、石蟆镇、永兴镇、塘河镇、白沙镇、龙华镇、李市镇、慈云镇、蔡家镇、中山镇、嘉平镇、柏林镇、先锋镇、珞璜镇、贾嗣镇、夏坝镇、西湖镇、杜市镇、广兴镇、四面山镇、支坪镇和四屏镇。

### 區劃歷史
- 民國31年(1942年)1月，巴縣高歇場劃歸江津。
- 1952年7月31日，江津縣與巴縣共管的馬鬃鄉劃歸江津縣[11]。
- 1952年10月3日, 江津縣十四區迴龍鄉黃角、龍虎、迴龍、新興等4村及1個特別編鄰(昌魚)劃歸合江縣[12]。
- 1953年6月1日，江津縣福壽鄉的福壽場半邊街、黑林村，高山村的1個居民小組劃歸巴縣[13]。
- 1953年10月30日，永川縣永安鄉第四村劃歸江津縣[14]。
- 1960年，江津縣羊石鄉虎頭村及河坪村一部分劃歸合江縣。
- 1979年3月20日，江津縣朱沱區及所屬的朱沱、轉龍、大河、漲穀4個公社和朱沱鎮（共46個大隊、364個生產隊）劃歸永川縣[15]。

### 城区范围
江津城区地处重庆市“一小时经济圈”核心圈层，位于重庆二环高速，主要包括几江街道，鼎山街道，德感街道，圣泉街道（滨江新城），双福街道（双福新区），支坪组团以及珞璜组团。截至2018年底中心城区建成区面积达87．6平方公里，人口64万。

#### 几江街道

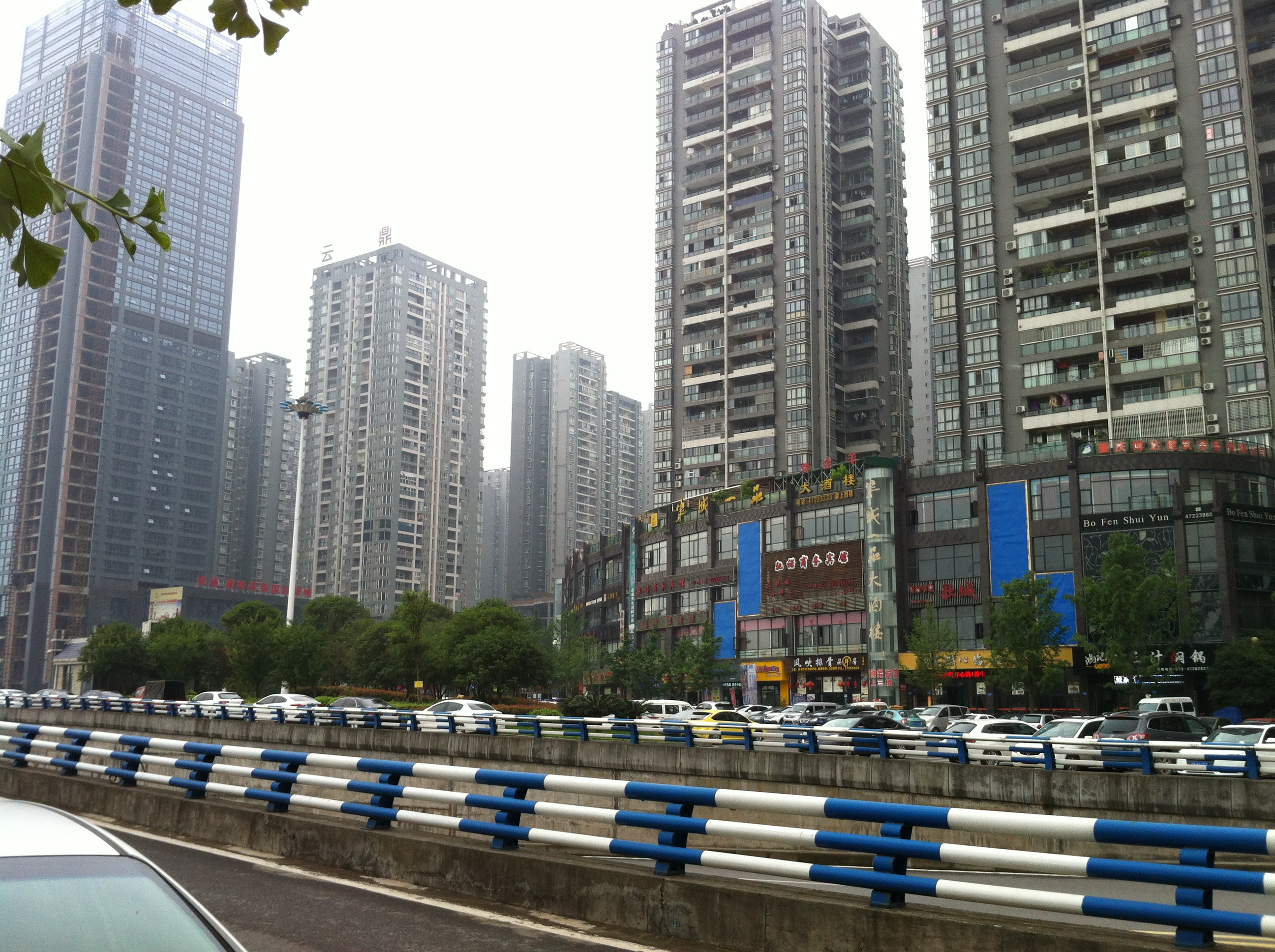
江津区几江片区新街道

几江街道位于江津区北部，长江南岸，距重庆市44千米。原区政府驻地，为江津现有城区核心之一。几江街道是江津“母城”，历来为江津政治、经济、文化、商贸、交通枢纽中心。办事处目前管辖11个社区、1个行政村，面积约28.6平方公里，常驻人口173193人。街道历史悠久，公元前316年秦惠王灭巴，置巴郡，下至江州县，治所江州，几江为江州属地。街道钟灵毓秀，旅游资源丰富，有“万里长江第一路”的滨江十里绿堤、开国元勋聂荣臻元帅陈列馆、中国共产党的主要创始人之一陈独秀旧居、江公享堂等名胜古迹；商贸业态发达，有重百步行街、新世纪广场、滨江路美食街等商圈地标，便民利民商贸服务网点众多；水陆交通方便，有江津第一座公路长江大桥江津长江大桥和几江长江大桥。

#### 鼎山街道
鼎山街道是2011年9月根据行政区划调整新设立的街道办事处,辖高牙、仙池、双万3个行政村和东门、长风、琅山、滨江、艾坪5个社区居委会，幅员面积33.35平方公里，常住人口达10万人。鼎山街道位于重庆半小时经济圈的西南部，东邻支坪镇，南与先锋镇接壤，西接几江街道，北临九龙坡区西彭镇通过鼎山长江大桥相连。城市规模宏大，基础设施完善，街道商贾繁荣、单位部门云集、教科文卫汇聚，是江津区核心城区之一。

#### 圣泉街道（滨江新城）
圣泉街道成立于2017年，现区政府驻地，街道辖6个社区2个村（圣泉社区、三五三三社区，中渡社区、三河村、陡石村，长岭社区、土堡社区、享堂社区），街道办事处驻地滨江新城学堂路1号（浒溪苑小区）。街道幅员面积约50.4平方公里，户籍人口2.92万余人，其中滨江新城中心城区规划建设面积19.8平方公里，规划人口18万人，已建成中心城区面积10平方公里，2017年规划入住人口5万人，辖区内工程职业学院、北师大附属学校、中建桥梁六局等重点学校、企事业单位流动人口1.6万余人。滨江新城是规划建设中的江津区主城新核心区。

#### 德感街道
德感街道地处江津北部，是江津城市经济功能区的重要组成部分，宜居宜业美丽滨江城区、新型工业化示范基地、富硒特色产业示范基地。全街幅员面积95平方公里，沿江岸线18.6公里，辖牌坊、篆山坪、南华、东方红、草坝、高桥溪、杨林、临峰、长冲、重潍、兰港、重磷12个社区和红豆、和爱2个村，75个居民小组，9个村民小组。2017年末户籍人口37604户，69269人，其中农业人口12510人，占18%。建成区面积16平方公里。境内有规模以上工业企业106家，世界500强企业11家。

#### 双福街道
双福新区又名双福街道办事处，地处江津区北大门，位于（重庆西部新城核心区）这里的重庆西部新城指（江津片区）与主城区的西部新城并未提到双福片区，但同于处重庆西部新城之上。被纳入重庆“半小时经济圈”，是重庆市正在建设的七大城市副中心之一。
双福紧邻大学城、西永微电园、璧山工业园、九龙工业园等产业园区，与重庆主城区紧密相连、融为一体。重庆最大车管所（第九车管所），重庆汽车4S城等落户双福。双福拥有西部最大农产品批发市场：重庆双福国际农贸城。

#### 支坪镇
支坪镇地处江津主城东部，距离几江片区15分钟车程，重庆核心区半小时车程。东有江津市的三大槽口（龙门槽、碑槽、华盖槽）之一的龙门门槽山脉，西有太公山，绿荫滴翠，连绵20多公里，形成两道绿色屏障。全办事处幅员面积100.5平方公里。

#### 珞璜镇
江津区珞璜镇地处重庆主城区西南边缘长江之滨，三峡库区尾部，江津区东部。与巴南区接壤，与大渡口、九龙坡区一江之隔，镇域面积148.5平方公里，总人口8.2万人。珞璜镇是江津甚至重庆的工业重镇，珞璜工业园是重庆千亿级工业园区之一。

## 交通
江津北距重庆中心区42公里、仅半小时车程，距江北国际机场70公里，境内水陆交通方便。位于重庆市“一小时经济圈”核心圈层。重庆市规划的“三环十射”公路网涵盖江津；紧临 渝黔高速公路、 成渝高速公路，成渝铁路、渝黔铁路交汇江津境内达135公里；180公里的 重庆绕城高速公路在江津境内有 28.6公里、渝滇高速公路在江津境内有47公里；铁路总里程达135公里，有火车站15个，其中三级站3个，拟建的城市铁路南北贯穿全境，规划的城市轻轨5号线直达江津，把江津主城与重庆主城紧密连接。此外，长江黄金水道127公里东西贯穿全境，有国家级深水良港5个，常年可停泊5000吨以下的船舶和万吨级船队，全区水域通航里程超过350公里。
- 348国道过境。

### 融入重庆主城交通建设
江津紧连都市功能拓展区，全区有200平方公里的区域在二环周边，与西彭、高新区、白市驿、重庆大学城等主城组团连成一片，具有良好的区位优势、广阔的发展腹地、较强的产业基础和人口承载能力，是城市发展新区的“前沿口岸”。按照重庆市委、市政府部署，江津区加快了融入主城步伐，狠抓公路、桥梁、隧道、立交等内联外通快速干道建设，相继建成九江大道、西江大道、鼎山长江大桥、小塆立交、珊瑚立交、云篆山隧道等一大批骨干交通工程。目前，已在绕城高速公路沿线建有珞璜、支坪、小塆、滨江新城、双福、珊瑚等6个互通口。其中，鼎山大桥的通车标志江津融入重庆主城。

### 桥梁
全区境内有多座长江大桥：油溪长江大桥、江津长江公路大桥、鼎山长江大桥（预留重庆轨道交通）、地维长江大桥、几江长江大桥、外环江津长江大桥、新白沙沱长江特大桥、永川长江大桥等。

### 城市轨道交通
重庆轨道交通规划3条途经江津境内。

#### 重庆市郊铁路江跳线
重庆轨道交通延长线跳蹬至江津段是江津境内第一条城市轨道交通线路。它起于重庆主城轨道5号线跳蹬站，途经华福路、九江大道、南北大道，止于江津滨江新城，全长26.7公里（其中，大渡口区4.4公里，九龙坡区6.5公里，江津区15.8公里），设跳蹬、石林寺、九龙园、双福、享堂、江津高铁和圣泉寺7个站点，而位于江津老城区的几江和鼎山两个车站正在建设中。
江跳线于2022年8月6日下午1点58分正式通车，仅用28分钟即可从江津到达位于大渡口区的跳蹬。运营时间为早上6：30到晚间9：30，运营时长14小时。

## 区划人口
2010年，第六次全国人口普查数据显示，江津区常住人口为123.31万人。

### 性别
2010年，江津区常住人口中，男性为62.85万人，占总人口的50.97%；女性为60.46万人，占总人口的49.03%，总人口性别比（以女性为100，男性对女性的比例）为103.95。

### 年龄
2010年，江津区常住人口中，0-14岁的人口为20.14万人，占总人口的16.33%；15-64岁的人口为85.07万人，占总人口的68.99%；65岁及以上的人口为18.10万人，占总人口的14.68%。

### 长寿之乡
江津是全国面积最大、人口最多、百岁老人分布最均匀的长寿之乡，也是重庆唯一获此殊荣的区县。

## 经济
江津境内拥有西南最大的火力发电厂(装机容量达264万千瓦的珞璜电厂)；重庆最大的水泥生产企业(年产180万吨优质水泥的 江津水泥厂)；江津城内目前拥有的数控加工设备和齿轮加工设备已达到世界先进水平；江津已形成装备制造、汽车摩托车及零部件、新型材料、电子信息、云计算、食品加工等六大主导产业。以潍柴、重齿为代表的装备制造、以润通、东风小康等为代表的汽车摩托车及零部件、以龙煜铜管、玖龙纸业等为代表的新型材料三个集群产值均突破百亿元。江津生猪生产名列全国前茅：粮食生产进入全国百强：目前综合经济实力在重庆40个区市县中排名中上，在31个郊区区县中名列第6位。著名特产为米花糖，为米、核桃、芝麻、玫瑰等制作的一种传统地方食品，占有米膨化食品类全国50%以上的市场份额；白酒有江津老白干，在重庆及川东川南地区乡镇知名度较高；水果有柑橘，江津是全国三大柑橘产区之一，所产甜橙、红橘等从前在西南地区比较具有名气，当前由于市场占有率低而正进行改良。
2006年江津主要农产品产量：小麦28765吨，豆类13786吨，稻谷309788吨，红苕55705吨，蔬菜715231吨，花椒9791吨，水果106686吨（其中柑桔62193吨），生猪出栏104.32万头，小家禽出栏12975200只，禽蛋1039吨，水产品15712吨。
据2011年统计，地区生产总值383.8亿元，工业总产值766亿元，固定资产投资298亿元，社会消费品零售总额130亿元，地方财政收入70.8亿元，城镇居民人均可支配收入19330元，农村居民人均纯收入8694元。被评为“中国西部最具投资潜力百强城市”。
2014年，全区实现地区生产总值（GDP）554.66亿元。，同比增长12.8%，高出全市1.9个百分点，高出全国5.4个百分点。总量在重庆市各区县排名第9，在城市发展新区中居第2位；增速在全市和城市发展新区中均居第3位。分产业看，第一产业完成增加值69.5亿元，增长4.4%，比对经济增长的贡献为4.0%，拉动GDP上涨0.5个百分点；第二产业完成增加值349.86亿元，增长14.7%，对经济增长的贡献为76.2%，拉动GDP上升9.8个百分点，其中工业完成增加值298.28亿元，增长13.5%，对经济增长的贡献达60.2%，拉动GDP上涨7.7个百分点；第三产业完成增加值135.3亿元，增长11.3%，对经济增长的贡献为19.8%，拉动GDP上涨2.5个百分点。
2015年上半年，全区工业投资累计达184.7亿元，投资总量连续3个月排名全重庆市第一位，工业投资占全区社会固定资产投资的64.9%。江津工业投资始终保持强力冲劲，1-6月，全区工业投资增速突破60%达到61.3%，比去年同期增速提高了38.2个百分点。区经信委加大招商引资力度，积极配套完善汽摩及零部件、装备制造、新型材料、电子信息、食品加工等主导产业链条，培育发展新材料、新能源汽车、绿色装备、机器人及智能装备、生物医药、软件和信息服务等新兴产业，共引进工业项目103个，协议总投资205.4亿元。目前，全区共有在建工业项目127个，其中北汽西南特种汽车生产基地、重庆水轮机整体搬迁建设、江电特高压钢管塔和特高压大角钢铁塔等重点工业项目预计将在年内投产。
2018年全年实现地区生产总值902．3亿元、增长10％，增速全市第二；规模以上工业总产值1313亿元、增长10．8％；一般公共预算收入71．2亿元、同口径增长10％，其中税收48．7亿元、增长9％；全社会固定资产投资577．4亿元、增长10．2％，其中工业投资269．2亿元、增长8％；社会消费品零售总额278亿元、增长12．7％；完成进出口108．8亿元、增长84．9％，首次突破百亿大关；城乡居民人均可支配收入达到36397元、18248元，分别增长9．2％和9．3％。
2019年江津区实现地区生产总值1036.7亿元，按可比价计算，比上年增长8.6%。分产业看，第一产业实现增加值102.6亿元，增长3.5%；第二产业实现增加值594.5亿元，增长10.4%（其中工业实现增加值449.7亿元，增长8.9%）；第三产业实现增加值339.6亿元，增长7.0%。三次产业对经济增长的贡献分别为4.1%、69.8%、26.1%，其中工业对经济增长的贡献为47.2%。三次产业比重为9.9：57.3：32.8。按常住人口计算，全年人均地区生产总值达到74452元（10792美元），比上年增长7.7%

## 文化
江津有1500多年的悠久历史，文化底蕴深厚，从新石器时代开始，人类的印迹就深深地烙在江津这片热土上。古镇文化、楹联文化、名人文化、僚人文化、先巴文化、移民文化和以塘河婚俗、爱情天梯为重点民俗文化等特色文化赋予了江津鲜明的个性特征和独特魅力。自古以来，江津城乡都非常崇尚耕读世家、诗书传家。在清代，江津有许多私办聚奎书院，如育才书院、双峰书院、志城书院，莲峰书院、桂林书院、余庆书院、凤鸣书院、文峰书院、钟山书院、清风书院等，江津是重庆府中书院最多的县，清末江津才子钟耘舫题了被誉为“天下第一长联”的《拟题江津县临江城楼联》，共用了1612字（不计自序）。抗日战争时期，重庆被定为国民政府的战时“陪都”， 包括陈独秀等在内的一大批文化名人相继迁来江津，大批的教育文化机关迁来江津，大中学校达36所，有的还是名校，他们大多在白沙，国立编译馆、中央图书馆、国民党中央党史研究室等文化机相应迁来。当时辖区内的津（江津）沙（白沙）文化区曾一度与重庆沙（沙坪坝）磁（磁器口）文化区、成都金牛（金牛坝）文化区、北碚文化区并列为中国大后方四大文化区之一。

### 全国重点文物保护单位
- 石门大佛寺摩崖造像
- 聂荣臻故居

## 教育
截止2013年底，江津区有高等教育学校9所、中等职业学校3所、普通中学50所、小学179所、特殊教育学校1所。中等职业学校教师717人，普通中学教师5176人，小学教师3916人，特殊教育学校教师21人。
江津区境内高校主要有：重庆交通大学双福校区、中国人民解放军第三军医大学江津校区（在建）、重庆交通职业学院、重庆电讯职业学院、重庆公共运输职业学院、重庆工程职业技术学院，重庆航天职业学院，重庆能源职业学院，重庆城市建设职业学院、重庆医药高等专科学校等。

## 方言
江津方言属于西南官话灌赤片中的岷江小片。

## 旅游
- 四面山（国家重点风景名胜区）位于江津区域南端，渝、川、黔结合部，以森林为基调，以丹霞地貌为特色，以水景为亮点，绵亘百里，四面飞瀑。最大的瀑布是望乡台瀑布。四面山西南紧连四川合江佛宝国家森林公园，贵州赤水国家重点风景名胜区、赤水国家桫椤保护区、赤水竹海国家森林公园、赤水国家级生态示范区、四渡赤水国家文物保护区，贵州习水自然保护区等，组合成中国绝无仅有的首家超大型生态公园，是地球同纬度硕果仪存的面积最大，保护最完好的亚热带常绿阔叶林和珍贵的物种基因库。

- 大园洞国家森林公园（黑石山--滚子坪省级风景名胜区）位于西南部，横跨三镇两乡，面积125平方公里，由黑石山、滚子坪、大圆洞、塘河水域和清源宫5个独立景区单元组成，其中黑石山在半个世纪前就已入选美国出版的世界风景名胜辞典。

- 骆崃山市级风景名胜区位于东部，由骆崃99峰、龙登山、紫荆山和天台湖等景区组成，龙登山曾是明代建文皇帝避难之所，骆崃山上的猪嘴洞曾为田纪云同志当年露宿之地。

- 碑槽山市级风景名胜区，位于西北部，主要景观有碑槽山溶洞群、石门大佛寺、聂荣臻故居、石笋山、云雾坪、利济桥等。

- 石门大佛为长江边第一大佛、中国第九大佛和世界最大的观音菩萨石刻造像。

- 清溪沟市级风景名胜区，位于西南部，以湖、瀑景观为主。

- 愛情天梯风景区

- 古老的几江城区，集中了聂帅母校、聂帅陈列馆（聂帅陈列馆原址是位于江津长江大桥的南桥头，当时的选址占用了原陈独秀的原墓地，在即将建好聂帅陈列馆时，该位置上方的艾坪山大量塌方，淹没了几乎建好的聂帅陈列馆，当地人民相信，是陈独秀的冤魂在找聂荣臻算帐，淹没了他的纪念馆[來源請求]，事实上聂荣臻在共产党的地位难以和陈独秀相提并论，聂帅陈列馆后来迁址一公里以外的江津中学上方后才方可安家）、陈独秀故居、陈独秀原某址、天下第—长联、江公享堂、圣泉寺遗址、石佛寺、莲花石以及鼎山、几水等众多高质量的人文和自然景观，是“一日游”选择线路的最佳日的地之一。

- 古镇：中山镇、塘河镇、夹滩古镇

## 特产
江津花椒：中国地理标志产品。